# グレート夢夢
グレート夢夢（グレートむむ）は、1995年6月にSANKYOが発売した、センター役物の中央にフィーバーパワフルの夢夢ちゃんが座った状態で配置されているパチンコ機のシリーズ名。
グレート夢夢の1機種がある。

## 概要
貯留機能を搭載していないオーソドックスな羽根モノタイプ。夢夢ちゃんが正面を向いた状態で座っており、始動チャッカー入賞時にトレーニングマシンを左右に動かし、体力トレーニングに勤しむ様子を表現している。羽根に拾われた玉が、このマシンの間を抜けて下段に落下するとV入賞のチャンスである。夢夢ちゃんの膝から足元へと落ち、そのまま直進すれば大当たりとなる。大当たりラウンド継続数は最高8回までである。

## スペック
- グレート夢夢
  - 賞球数 ALL13
  - 大当たり最高継続 8R

## 演出
大当たり後は、最初に夢夢ちゃんが両手を閉じる動きを見せ、その状態でしばらく停止する。6カウントか羽根開閉13回後に両手を広げて、足を伸ばした状態で再度停止する。この状態になると玉が中央に集まりやすくなるので、Vゾーンに向かう割合が増えて継続率がアップする。1ラウンドごとの最大カウント数は9である。

## サウンドトラック
- 『SANKYO FEVER SOUNDS ザ・パチンコ・ミュージック・フロム・SANKYO 6』 キングレコード、1998年8月21日。KICA-1214。
  - BGMが収録されている。